# Forever (Nederlandse televisieserie)
#Forever is een Nederlandse jeugdserie die wordt uitgezonden door de AVROTROS op NPO Zapp. De serie is een remake van het Belgische programma 4eVeR en gaat over het leven van de vier vrienden Sal, Dex, Bloem en Noa, die uit totaal verschillende gezinnen komen.

## Personages
Dex
Dex is aan het begin van de serie 14 jaar oud. Hij woont in een appartement met zijn moeder, haar vriend Bart, die in seizoen 2 een enkelband moet dragen, en pleegkind Jesse. Dex lijkt op het eerste gezicht braaf maar komt toch zo nu en dan in de problemen. Dit gebeurt vooral wanneer hij verkering krijgt met Meral, een probleemkind dat in haar leven al van pleeggezin naar pleeggezin is verplaatst.
Sal
Sal is van Marokkaanse afkomst en de zoon van een politieagent. Dit maakt het leven van de 15-jarige er niet makkelijker op, aangezien zijn vader nogal een moraalridder is en elke actie van Sal die het aanzien van zijn familie kan schaden meteen afkeurt, ook al is het goed bedoeld.
Noa
Noa is een 15-jarig meisje dat is opgegroeid als enig kind bij haar moeder. Na haar hele leven niet beter geweten te hebben dat haar vader een anonieme zaaddonor is geweest, komt ze in seizoen 2 onverwacht in contact met haar vader én halfzusje. Dit tot grote schrik van haar moeder. Noa is, net als haar moeder, vrij druk en impulsief, en laat niet over zich heen lopen.
Bloem
Bloem is waarschijnlijk de verstandigste van de vier. Ze is ook 15 jaar. Bloem is meestal vrij kalm en komt niet snel in de problemen. Als dat wel gebeurt, is dat meestal nadat ze haar broertje Juuls probeert te helpen wanneer die een domme actie heeft gepleegd. Naast de normale broer/zus-ruzies worstelen ze zich samen door de scheiding van hun ouders heen.

## Rolverdeling
| Acteur               | Personage      | Seizoen(en) | Toelichting                         |
| -------------------- | -------------- | ----------- | ----------------------------------- |
| Yassine Kji          | Sal Massoud    | 1           |                                     |
| Hamza Othman         | Sal Massoud    | 2           |                                     |
| Koen van der Molen   | Dex Stuurman   | 1-2         |                                     |
| Manouk Pluis         | Bloem de Bree  | 1-2         |                                     |
| Selin Akkulak        | Noa de Wit     | 1-2         |                                     |
| Ghieslaine Guardiola | Cindy Sital    | 1-2         | Moeder van Noa                      |
| Davy Gomez           | Juuls de Bree  | 1-2         | Broertje van Bloem                  |
| Rohan Sukhraj        | Riley          | 1           | Vriendje van Bloem                  |
| Arian Foppen         | Luuk de Bree   | 1-2         | Vader van Bloem en Juuls            |
| Soraya de Bakker     | Inge de Bree   | 1-2         | Moeder van Bloem en Juuls           |
| Delaila Ramdedovic   | Noor Massoud   | 1-2         | Zusje van Sal                       |
| Hassan el Rahaui     | Farouk Massoud | 1-2         | Vader van Sal en Noor, politieagent |
| Mounira Hadj Mansour | Nadia Massoud  | 1-2         | Moeder van Sal en Noor              |
| Rick Lens            | Jesse          | 1-2         | Pleegbroer van Dex                  |
| Roscoe Leijen        | Bart           | 1-2         | Stiefvader van Dex                  |
| Cynthia de Graaff    | Suus           | 1-2         | Moeder van Dex                      |